# Only Boys Aloud
Only Boys Aloud is een koor met als thuisbasis Zuid-Wales bestaande uit jongens tussen de 14 en 19 jaar. Het koor werd opgericht in 2010 door de koordirigent Tim Rhys-Evans.
Zij eindigden op de derde plaats in het zesde seizoen van Britain's Got Talent, gehouden in 2012. In de finale op 12 mei werden zij verslagen door de dansende hond-act Ashleigh en Pudsey en Jonathan en Charlotte.
Het eerste concert van het koor vond plaats tijdens de National Eisteddfod te Ebbw Vale in 2010. Daarna heeft het koor opgetreden op vele evenementen, waaronder het "Ryder Cup Welcome to Wales"-concert met Shirley Bassey en Catherine Zeta Jones in het Millennium Stadium te Cardiff.
In december 2011 werkten zij samen met Only Men Aloud!, onder wiens vleugels zij opereren, tijdens de laatste avond van een concertreeks van Only Men Aloud in de Motorpoint Arena Cardiff. Zij werkten ook mee aan de Kerst-CD van Only Men Aloud. Zij zijn verder het onderwerp geweest van twee documentaires en verschenen in het BBC-programma Songs of Praise.
Het koor verwierf veel publiciteit met de deelname aan de audities voor de ITV-talentenjacht Britain's Got Talent. Zij zongen Calon Lan tijdens deze auditie, die werd uitgezonden op 24 maart 2012. Met de zegen van de juryleden mochten zij door naar de halve finales. In de halve finale, opgenomen op 6 mei 2012, zongen zij Gwahoddiad. Zij haalden in deze halve finale de tweede plaats, achter de latere winnaars Ashleigh en Pudsey. Tijdens de finale zongen zij opnieuw Calon Lan, maar bleven nu steken op de derde plaats.